# Сікорський Іван Олексійович
Іва́н Олексі́йович Сіко́рський
(26 травня / 7 червня 1842, с. Антонів, Сквирський повіт, Київська губернія, Російська імперія — 14 лютого 1919, Київ, УСРР) — психіатр, психолог, професор Київського університету Св. Володимира.
Як громадський діяч — почесний член київського клубу російських націоналістів. Був активним супротивником українського національного відродження, стояв на позиціях загальноросійської ідеї та малоросійства, вважав українців малоросами, південно-західною гілкою єдиного російського народу, а не окремим етносом. Сікорського звинувачували у співробітництві з російською таємною поліцією та називали «професор від поліції», а також у тому, що він був великодержавним шовіністом, російським націоналістом, юдо- та українофобом.
Батько відомого авіаконструктора Ігоря Сікорського.

## Біографія
Народився у с. Антонів, Сквирський повіт Київської губернії у родині священника. 1869 року закінчив з відзнакою медичний факультет київського університету Святого Володимира, в 1872 році захистив дисертацію «Про лімфатичні судини легенів», з 1873 року у Петербурзі, з 1881 року — доцент. У 1884 році отримав пропозицію перейти у Московський університет, але відмовився та повернувся до Київського університету, де працював майже до своєї смерті.
У 1908—1912 роках викладав фізіогноміку в Музично-драматичній школі Миколи Лисенка.

## Наукова діяльність
Іван Сікорський був редактором київського медичного журналу «Питання нервово-психологічної медицини» (1896—1905), засновником та головою низки наукових товариств. З його ініціативи засновано у Києві лікарсько-педагогічний інститут для розумово-відсталих та нервових дітей. Сікорський автор понад 100 наукових праць, багатьох монографій і посібників, у тому числі близько 50 із загальної психології. Його російськомовна монографія «Щодо затинання» була перекладена на німецьку мову та зробила ім'я Сікорського відомим за кордоном. Іван Сікорський перший у світовій науці почав застосовувати експеримент у вивченні дитячої психології («Душа дитини», 1901 тощо). Також досліджував психологічні аспекти суїциду.

## Українофобські погляди
Іван Сікорський мав неприховано українофобські погляди та заперечував існування окремого українського народу. Зокрема, Сікорський тримався російських націоналістичних, монархічних та антисемітських поглядів, був прихильником концепції «єдиної російської нації». Сікорський був почесним членом Київського клубу російських націоналістів. Серед його головних теоретичних робіт на цю тему «Росіяни та українці: катехезис націоналіста» (рос. Русские и украинцы: катехизис националиста") — де він аналізував основні психологічні риси, притаманні двом народам. У своїй праці «Про психологічні основи націоналізму» (рос. «О психологических основах национализма») він спробував аналізувати націоналізм як психічне явище та збудував власну систему уявлень щодо різних національностей на основі успадкованих ними расово-біологічних розбіжностей.
У своїй доповіді в «Київському клубі російських націоналістів» 7 лютого 1913 року під заголовком «Росіяни та українці» Сікорський різко розкритикував працю Михайла Грушевського про Київську Русь, у якій той заявив про потребу окремо рахувати народності росіян та українців під час перепису населення. Зокрема Сікорський заявив:
Етнографічний термін «українці» у зв'язку з відсутністю об'єкту, тобто етнографічно окремого народу, не має підстав існувати, а визначення території назвою «Україна» втратило свою початкову адміністративну потребу й тому сам термін здається непотрібним, на кшталт іменування «Священна Римська Імперія» або «Московське царство» Оригінальний текст (рос.)
Этнографический термин «украинцы» за отсутствием самого объекта, т. е. этнографически особого народа, не имеет основания существовать, а обозначение территории именем «Украины» потеряло свою первоначальную административную надобность, а потому самый термин представляется бесполезным, подобно наименованию «Священной Римской Империи» или «Московского государства» 

## Справа Бейліса
У 1913 році у всесвітньо-відомій судовій Справі Бейліса Іван Сікорський виступав у ролі психіатра-експерта запрошеного прокуратурою і на ґрунті власних етнопсихічних уявлень відстоював точку зору про ритуальний характер вбивства дитини сектантами-євреями.
Експертиза І. О. Сікорського викликала гостру міжнародну дискусію. Із заявою про те, що експертний висновок Сікорського не відповідає об'єктивним даним науки та вимогам закону, виступив Пирогівський з'їзд лікарів Росії, XVII міжнародний медичний конгрес в Лондоні, з'їзд природознавців та лікарів у Відні.
Сікорського засудили відомі вітчизняні та закордонні авторитети в галузі психіатрії та судової медицини: В. М. Бехтерєв, В. П. Сербський, А. М. Карпинський, Ойген Блейлер (Швейцарія), Ернст Цімке (Німеччина) та інші. Звернення на захист Бейліса підписала велика група творчої інтелігенції.

## Смерть
Помер 14 лютого 1919 року, похований на Байковому кладовищі (ділянка 1) в Києві. Його син, Ігор Сікорський емігрував та став видатним авіаконструктором.

## Праці

### Наукові
- Всеобщая психология с физиогномикой в иллюстрированном приложении — 1911 (рос.)
- О заикании — 1889 (рос.)
- Сборник научных статей по вопросам общественной психологии, воспитания и нервно-писхологической гигиены (в пяти томах) — 1900 (рос.)
- Книга жизни. Психологическая христоматия (хрестоматия) для школы и жизни. Обложка художника И. Ф. Замотина. Первое издание. США. Alatas. 1931 г. XVI, 688 стр.

### Публіцистичні
- Сикорский, Иванъ (1895). Черты из психологии славян. Кіевъ: Тіпографія И. И. Чоколова. с. 15. (рос.)

- Сикорский, Иванъ (1910). О психологических основах национализма. Кіевъ: Тіпографія И.Н. Кушнерева и К°. с. 15. (рос.)

- Сикорский, Иванъ (1913). Русские и Украинцы: глава из этнологическаго катехизиса. Кіевъ: Тіпографія С.В. Кульженко. с. 56. (archive) (рос.)